# Terapiassistent
Terapiassistent var indtil 1. januar 2007 den officielle betegnelse for autoriserede ergoterapeuter og fysioterapeuter i Danmark.
Betegnelsen terapiassistent bruges ikke længere om autoriserede personer inden for disse to terapeutiske faggrupper i Danmark. Nu til dags bruger man således kun betegnelserne fysioterapeut og ergoterapeut.
På Færøerne er terapiassistent dog stadig den officielle betegnelse for fysio- og ergoterapeuter.

## Eksterne kilder, links og henvisninger
- Bekendtgørelse af 30. august 1991 af lov om terapiassistenter (gældende indtil 1. januar 2007)
- Bekendtgørelse af 22. maj 2006 af lov om autorisation af sundhedspersoner m.m., § 58 og § 59 (gældende siden 1. januar 2007)
- Kongelig anordning nr. 216 af 6. april 1988 om ikrafttræden på Færøerne af lov om terapiassistenter (gældende siden 1. juni 1988) Arkiveret 13. november 2005 hos  Wayback Machine